# Pedro de Mendoza

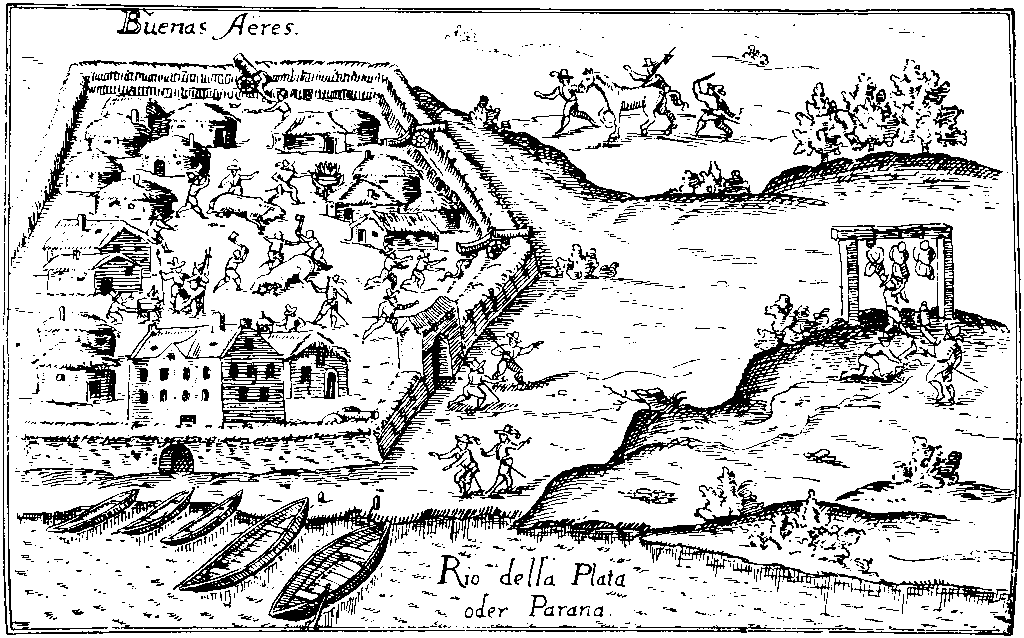
Buenos Aires kurz nach der Gründung (Zeichnung, 1536)

Pedro de Mendoza (* 1487 in Guadix, Provinz Granada; † 23. Juni 1537 auf dem Atlantischen Ozean) war ein spanischer Konquistador. Er war der erste Gründer der Stadt Buenos Aires im heutigen Argentinien.

## Leben

### Familie, Kindheit und frühere Zeit im Dienst der Krone
Pedro de Mendoza stammte aus einer wohlhabenden Familie aus Andalusien. Seine Eltern Fernando de Mendoza Luna y Sandoval de la Vega und Constanza de Lujan gehörten zu den nobelsten Familien des Landes. Pedro diente als Page am Hofe Karls V. und begleitete ihn auf seiner Reise nach England. Als Ritter der Militärorden von Alcantara seit 1524, sowie später von Santiago kämpfte er in Italien. Im Jahre 1527 vermehrte er sein bereits stattliches Vermögen beim Sacco di Roma erheblich.
Der Name Mendoza verband ihn mit vielen Granden dieser Familie, so mit Don Antonio, dem ersten Vizekönig von Mexiko. Dank der Einflussnahme zu seinen Gunsten durch Maria de Mendoza, Frau des bei Hofe einflussreichen Francisco de los Cobos y Molina, wurde Pedro de Mendoza als zukünftiger Adelantado del Río de la Plata vom Hofe in Betracht gezogen.

### Ernennung zumAdelantado del Río de la Plataund die Kapitulation von Toledo
Die Kolonisation der Gebiete um den Río Paraguay, sowie der Region um den Río de la Plata war aus wirtschaftlicher und strategischer Sicht äußerst wichtig. Das hauptsächliche Ziel der Spanier in Südamerika war die Sicherstellung der Ansprüche der Krone gegenüber den Portugiesen, welche im Vertrag von Tordesillas festgelegt wurden. Die Zeit drängte um so mehr, da seit der Ankunft von Pedro Álvares Cabral im heutigen Brasilien die latente Gefahr bestand, dass Portugal sich das Gebiet bis zum Río de la Plata sichern könnte. Diese Ausgangslage erlaubten es Pedro de Mendoza das Angebot zu unterbreiten, auf seine Kosten und Risiko eine Expedition zum Río de la Plata auszurüsten und durchzuführen. Kaiser Karl V. (für Spanien Carlos I.) bestimmte ihn daraufhin dazu, das Land am Río de la Plata zu erschließen und mit dem 1533 eroberten Inkareich zu verbinden. Am 21. Mai 1535 unterzeichnete Pedro de Mendoza die entsprechende Kapitulation. Diesem Vertrag lag die Kapitulation vom 25. April 1529 zugrunde, die damals zwischen der spanischen Krone und Francisco Pizarro in Bezug auf die Eroberung von Nueva Castilla (Peru) geschlossen wurde. Darin wird Mendoza zum ersten Adelantado des Río de la Plata und Gouverneur von Nuevo Andalucia ernannt.
Der chilenischen Geschichtsschreibung zufolge, die Ausdehnung seines Herrschaftsbereiches reichte vom südlichen Breitengrad 25° 31′ 26″, das heißt die Grenze zu Nuevo Toledo, bis zu 35° südlicher Breite, d. h. bis zum angrenzenden Gebiet Nueva Leon – von der pazifischen Küstenlinie aus berechnet. Der argentinischen Geschichtsschreibung zufolge, die Ausdehnung seines Herrschaftsbereiches reichte vom Río de la Plata entlang der Atlantikküste bis zur Magellanstraße und plus 200 Ligen Küstenlinie am Pazifischen Ozean bis zu 41° südlicher Breite.
Laut dem chilenischen Historiker Manuel Ravest Mora kam es zu einer Überlagerung von Zuständigkeiten zwischen der Gobernación von Chile und der Provinz del Plata im Bereich zwischen dem 48. Breitengrad 05' südlicher Breite, in der Nähe von Puerto Deseado, bis zur Magellanstraße im Süden sowie beiden Meeren im Westen und Osten. Mit den vom Hofe gewährten Rechten und Vollmachten war es dem Adelantado erlaubt, die Risiken bei den Aussichten eines Erfolges auf den Erwerb von Reichtümern abzuschätzen und einzugehen. Eine geographische, genauere Definition der zu erobernden Länder bestand nicht, da man zu dieser Zeit noch keine klaren Vorstellungen der Ausdehnung der fraglichen Territorien besaß. Somit konnte man nicht ahnen, dass die spanischen Eroberer in Peru bei deren Eroberungszügen bereits den „Silberberg“ von Potosí (Bolivien) vereinnahmten.

### Die Expedition
Am 24. August 1535 verließ eine gut ausgestattete Expedition den Hafen Sanlucar mit elf Schiffen. In der Mannschaft befanden sich 150 Deutsche und Niederländer, sowie der Bruder Diego de Mendoza und die Verwandten Gonzalo, Francisco und Jorge de Mendoza. Ein Schiff der Flotte gehörte den deutschen Kaufleuten Sebastian Neidhart aus Augsburg und Jakob Welser von Nürnberg, deren Interessen in Sevilla durch den Faktor Heinrich Peine wahrgenommen wurden. Bei den Kanarischen Inseln stießen drei weitere Karavellen zur Flotte, die nun insgesamt an die 3000 Passagiere beförderte; darunter auch Frauen wie Isabel de Guevara, da es sich ja nicht um eine militärische Operation („Conquista“), sondern um die Gründung von Kolonien („Poblar“) handeln sollte. Vor der brasilianischen Küste zerstörte ein Sturm zwei Schiffe. Der Rest der Flotte erreichte am 3. Januar 1536 Rio de Janeiro. Dort blieb Pedro de Mendoza zwei Wochen, um eine Krankheit zu kurieren, die er sich bei den Feldzügen in Italien (aber nicht auf dem Schlachtfeld) geholt hatte. Mitte Januar 1536 erfolgte die Landung auf der Insel San Gabriel, gegenüber der heutigen Stadt Colonia del Sacramento, Uruguay.
Am 22. Januar gelobten die Teilnehmer der Expedition Treue und Gehorsam gegenüber dem Befehlshaber. Am 3. Februar 1536 gründete Mendoza den Hafen und Siedlung „Santa Maria del Buen Ayre“ – benannt nach dem Seemannsheiligtum zu Sevilla – in der Gegend des heutigen Lezama-Parks. Der nahe Zufluss zum Río de la Plata trägt noch heute den Namen „Riachuelo de los Navios“. Zuerst verhielten sich die indigenen Querandíes friedlich, aber schon sehr bald verschlechterte sich die Lage. Die lokalen Stämme, verstärkt durch Charrúa- und Timbukrieger, griffen die Spanier am Fronleichnamstag in der Gegend der Laguna de Rocha, respektive des heutigen Flughafens Ezeiza an. Dabei fielen vier Hauptleute, unter ihnen Diego de Mendoza, und 30 Soldaten. Unter dem Befehl des Hauptmannes Juan de Ayolas versuchten die Spanier am Laufe des Río Paraná Lebensmittel einzutauschen und die Silberberge zu suchen. Dabei gründeten Pedro de Mendoza und Juan de Ayolas im September 1536 die Niederlassung und Festung Buena Esperanza. Der Ort befand sich lediglich ca. 6,5 Kilometer von Corpus Christi entfernt, am Ufer des Río Paraná. Corpus Christi wurde von Ayolas kurz zuvor bei seiner ersten Erkundungsfahrt als Stützpunkt errichtet. Dahin flohen auch die Überlebenden aus Santa Maria del Buen Ayre, nachdem die Indigenen der Stämme Querandíes, Barenis (Guarani), Charuas und Timbus, alles in allem ca. 23.000 Mann stark, die Siedlung im Dezember 1536 überrannt und zerstört hatten.

### Rückkehr und Tod
Pedro de Mendoza, bereits schwer erkrankt, bestellte Hauptmann Francisco Ruíz Galán in Buena Esperanza als Amtmann (Regidor) von Buenos Aires. Für den Fall seines Todes, den er für die nächste Zeit nicht ausschließen konnte, ernannte er Juan de Ayolas zu seinem Nachfolger in allen seinen Ämtern. Danach machte er sich auf dem Admiralsschiff Santa Magdalena am 22. April 1537 auf die Heimfahrt. Ein Begleitschiff wurde vor der brasilianischen Küste nach Norden verschlagen und erreichte schlussendlich Santo Domingo. Diesem Schiff verdankte der Hauptchronist Fernandez de Oviedo seine Kenntnis über Mendozas unglückliche Expedition. Mendoza verstarb am 23. Juni 1537 an Bord der Santa Magdalena.
Bewohner der inzwischen wieder aufgebauten Siedlung Santa Maria del Buen Ayre fuhren später auf dem Río Paraná und dem Río Paraguay hinauf und ließen sich in der Stadt Asuncion del Paraguay nieder. Durch den Druck der ständigen indianischen Angriffe und durch die Belagerung des Platzes durch die Indigenen, resultierte eine Hungersnot bei den Spaniern, welche erst durch die formale Aufgabe der Ansiedlung durch Domingo de Irala ein Ende fand. Ein Teil der Überlebenden fand Zuflucht in Buena Esperanza, der größere Teil folgte Ruiz Galan nach Asuncion. Kurz nach der Eroberung von Corpus Christi durch die lokalen Indigenen, wurde auch Buena Esperanza im September 1539 zerstört.